# Гондишапур
Гондишапур или Гунде-Шапур (Джундишапур, Вифлапат, Бет-Лапат, сир. ܒܝܬ ܠܦܛ, Джунди-Сабур, араб. جنديسابور‎) — персидский город в Хузистане в 10 км от современного города Дизфуль и интеллектуальный центр империи Сасанидов. Шапур I основал город в 271 году и населил его пленными сиро-римлянами христианского (с обрядом на сирийском языке, позднее несторианского) исповедания. Гондишапур сделался вторым по величине городом империи Сасанидов; при Хосрове I (531—579) здесь возникла греко-сирийская медицинская школа, оказавшая впоследствии влияние и на арабов. Сирийские ученые-врачи перевели множество греческих и латинских текстов на арабский язык. В состав комплекса в Гондишапуре входила медицинская школа, больница, («bimaristan»), фармакологическая лаборатория, дом для перевода медицинских текстов, библиотека и обсерватория. Индийские доктора также внесли свой вклад в развитие медицинской школы в Гондишапуре, наиболее значимый из них — медицинский исследователь Манка.
В Гондишапуре работали такие ученые, как Хунайн ибн Исхак ал-Ибади и Джибраил ибн Бахтишу.
Гондишапур был полностью завоеван арабами в 636 году. При Гарун-аль-Рашиде выпускники академии Гондишапура приняли участие в организации Дома Мудрости в Багдаде в 832 году. После этого Гондишапур приходит в упадок и пустеет.

## Название
В различных источниках можно встретить разное название этого исторического комплекса. Так, например, встречаются упоминания «Ванди-Шапур», «Шапургард», «Гонде-Шапур»( место, где находилось войско Шапура), «Джонди Шапур». Христиане-торговцы называли это место, заложенное близ древнего города Нилаб «Троном Хузестана».

## История
Шапур I из династии Сасанидов (240—271 гг.), после разгрома римских захватчиков императора Валериана I, воспользовался войском разгромленного врага, чтобы построить мосты в Шуштере и начать строительство комплекса Гондишапура.
Этот город стал центром получения высшего образования, где процветали такие науки как медицина, философия, математика и астрономия. Во времена правления Шапура II город продолжил развиваться, став, ко времени правления Хосрова I Ануширвана, одним из самых выдающихся центров научного и культурного развития. Этот центр оказал большое влияние на развитие науки в период распространения ислама, ознаменовав появление больниц, «Академии мудрости» в Багдаде. Более того, можно отметить, что развитие мысли в мусульманском мире оказало большое влияние на развитие научной мысли Европы.
Гондишаупр представлял собой не просто место, где наука и культура получили возможность развиваться. Было положено начало межкультурной коммуникации, где воедино сливались идеи греческих, иудейских, христианских, сирийских, индийских и иранских мыслителей. Считается, что именно из Гондишапура Бозоргмехр-е Бохтаган отправился в составе делегации врачей в Индию. Такие известные врачи как Серджиус де Дариполи, Габриэл Дарстед(придворный правителя Хаким-Баши), Стефан Д´Эссе и Тибериус также посещали Гондишапур.
Согласно несторианским источникам 498 года по григорианскому календарю, в этом городе учились семь изгнанных греческих философов-неоплатоников.
В то же время надо отметить, что во времена правления Аббасидов в Багдаде большое количество врачей было приписано к этому научному центру.
Среди развалин комплекса Гондишапур (Шапурабад) расположена усыпальница шаха Абулькасыма, которую приписывают времени правления Якуба ибн Ляйса.
Первоначально, университет Ахваза, названный сегодня в честь мученика Чамрана, назвался Гондишапурский университет.